# Ngwato (peuple)
Pour les articles homonymes, voir Ngwato.

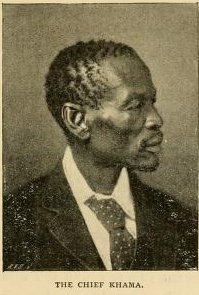
Un homme Ngwato

Les Ngwato sont une population d'Afrique australe vivant principalement au Botswana et en Afrique du Sud. C'est l'un des huit plus importants sous-groupes des Tswanas.

## Ethnonymie
Selon les sources et le contexte, on observe différentes formes de l'ethnonyme ou groupe ethnique des Ngwato : Bamangwato, Mangwato, Ngwatos, Ngwatu.

## Langue
Ils parlent une langue bantoue, le setswana, un dialecte de la langue tswana.

## Histoire
Le peuple (ou la tribu) Ngwato est dirigé par l'une des huit chefferies héréditaires du peuple principal Tswana, le BamaNgwato, dont le chef occupe l'un des quinze sièges du Ntlo ya Dikgosi, la Chambre nationale des Chefs du Botswana. 
Le peuple Ngwato (ou Tswana-Ngwato) totalise 602 000 personnes et locuteurs du setswana au Botswana et 59 000 personnes et locuteurs du setswana en Afrique du Sud, et sont à 69% et 70% chrétiennes en leur localisation respective,.
Seretse Khama, le premier président du Botswana, est le Kgosi (roi/chef suprême) des Ngwato, dit également le MaNgwato. Son fils, né de son mariage avec l'Anglaise Ruth Williams, Ian Khama, est le quatrième président de la république du Botswana et de facto le chef suprême du peuple/tribu Ngwato.